# At-Ta’if

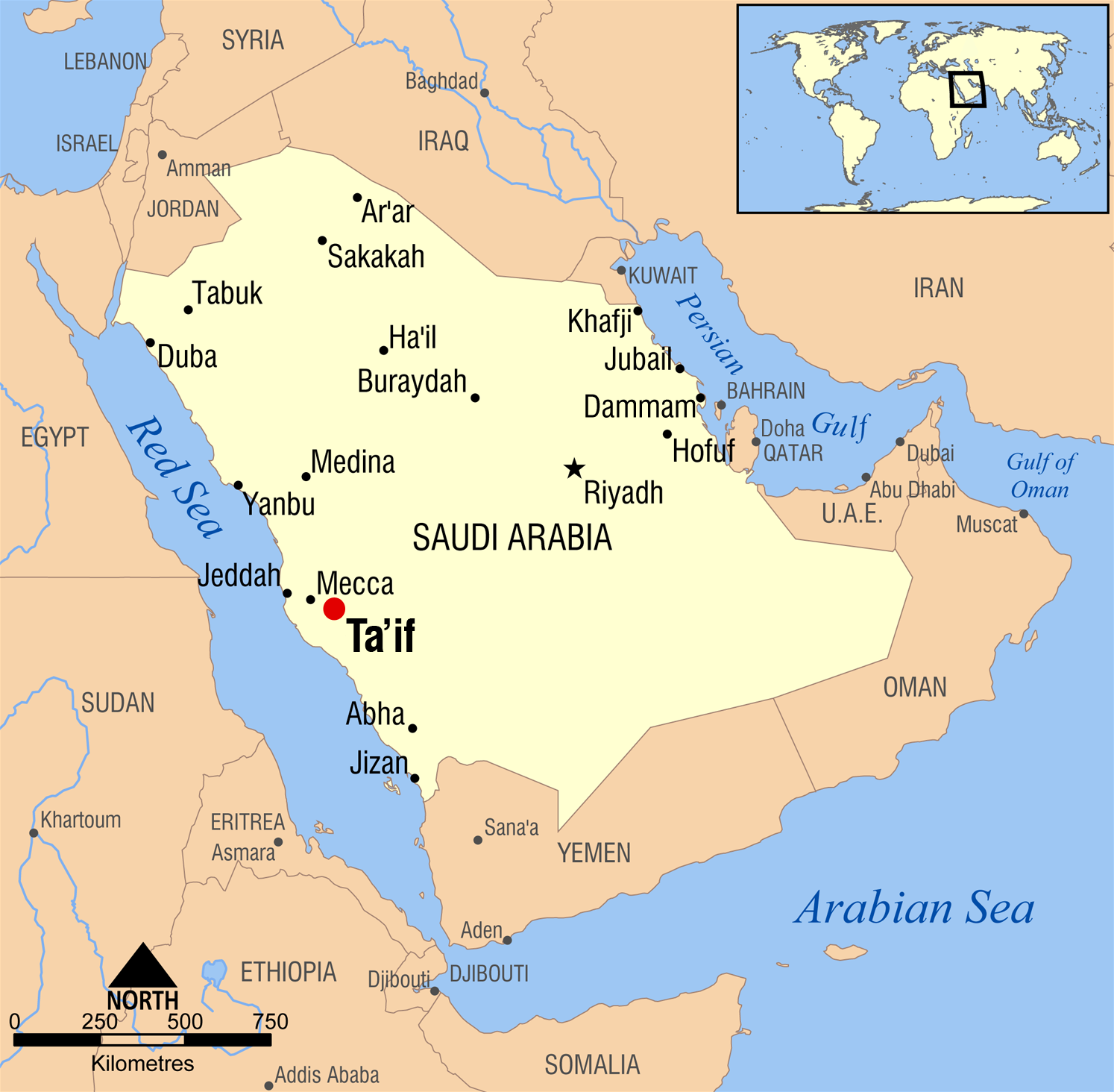

At-Ta’if (arab. الطائف, wym. at-Tā'if) – miasto o bogatej przeszłości historycznej w zachodniej Arabii Saudyjskiej, w krainie Hidżaz, na wysokości około 1879 metrów, około 60 km na południowy wschód od Mekki. Około 521,2 tys. mieszkańców.
W 1934 roku w at-Ta’if podpisano traktat kończący wojnę saudyjsko-jemeńską.
Miasto ma łagodny klimat, jest centrum rolniczym znanym z uprawy winorośli i zbiorów miodu. Każdego lata rząd i dwór saudyjski przenoszą się do at-Ta’if z Rijadu z powodu gorąca.
Z at-Ta’if wywodzi się lekkoatleta, specjalizujący się w biegu na 400 metrów przez płotki, Hadi Soua’an Al-Somaily, pierwszy saudyjski medalista olimpijski.